# René Léon Bourret
René Léon Bourret (* 28. Januar 1884 in Nérac, Département Lot-et-Garonne; † 28. Juli 1957 in Toulouse) war ein französischer Herpetologe und Geologe. Sein Forschungsschwerpunkt war die Herpetofauna Indochinas.

## Leben
Bourret traf im Jahr 1900 aus militärischen Gründen in Tonkin ein. Im Jahr 1907 wurde er Landvermesser. Für sein Geologiestudium kehrte er nach Frankreich zurück, wo er 1912 Schüler von Charles Jacob wurde und 1913 an der Universität Toulouse diplomierte. Nach dem Ersten Weltkrieg arbeitete er von 1919 bis 1925 als geologischer Mitarbeiter bei der bergbaulichen und geographischen Erkundung im Nordosten von Tonkin, worüber er bedeutende Aufsätze über die Geologie von Tonkin und Laos veröffentlichte. 1922 wurde er an der Universität Toulouse mit der Dissertation Etudes geologiques sur le nord-est du Tonkin zum Doktor in Geologie promoviert. 1925 wurde Bourret Professor an der École supérieure des Sciences der Université Indochinoise in Hanoi.
Bourrets erste zoologische Publikation war eine allgemeine Übersicht über die Wirbeltiere von Indochina, die 1927 veröffentlicht wurde. 1933 begann er mit seinen wissenschaftlichen Veröffentlichungen über die Herpetologie, darunter einen Artikel über neue Schlangenarten, den er in Zusammenarbeit mit seinem Kollegen Fernand Angel herausbrachte. Zwischen 1934 und 1944 erschienen 25 nummerierte Fachbeiträge über Reptilien und Amphibien, in denen er über neue Verbreitungsgebiete und zahlreiche neue Arten berichtete. Daneben veröffentlichte er mehrere Identifikationshandbücher, darunter ein Hauptwerk über Seeschlangen (1934), aber auch Werke über Gibbons und andere Säugetiere sowie Bücher über andere Wirbeltiere.
Als im Herbst 1940 die japanische Besetzung Französisch-Indochinas begann, blieb Bourret in Hanoi, wo er bis 1944 publizierte. Bevor nationalistische Truppen 1945 Hanoi kontrollierten zog er in den Süden des Landes und im Mai 1947 kehrte er nach Frankreich zurück, wo er sich in Toulouse niederließ, seine wissenschaftliche Arbeit jedoch aufgab. Die meisten von Bourrets Proben, darunter viele Typusexemplare, werden in den Naturkundemuseen von Paris und Toulouse aufbewahrt.
Bourrets Ruf beruht weitgehend auf drei großen Monographien. Diese umfassen das zweibändige Werk Les serpents de l’Indochine (1936), Les tortues de l’Indochine (1941), das erste umfangreiche Werk über die Schildkröten Indochinas sowie Les Batrachiens de L’Indochine (1942). Ein 1943 fertiggestelltes Manuskript zu Les lézards de l’Indochine wurde erst 2009 als Buch veröffentlicht.
Zu Bourrets beschriebenen Reptilienarten zählen Achalinus ater, Argyrophis giadinhensis, Cuora galbinifrons, Dendrelaphis ngansonensis, Diploderma chapaense, Emoia laobaoense, Enhydris longicauda, Enhydris subtaeniata, Eutropis chapaensis, Hebius annamensis, Hebius atemporale, Hebius chapaensis, Leptoseps poilani, Lycodon meridionalis, Oligodon lacroixi, Opisthotropis jacobi, Ovophis tonkinensis, Plestiodon tamdaoensis, Pseudocalotes poilani, Rhabdophis angeli, Rhabdophis callichroma, Scincella ochracea, Sphenomorphus tridigitus, Sphenomorphus tritaeniatus und Tropidophorus baviensis. An Säugetieren beschrieb er die Taxa Rhinolophus rex paradoxolophus, Cynopterus brachyotis hoffeti, Hipposideros armiger tranninhensis und Hipposideros turpis alongensis. Zu seinen beschriebenen Amphibienarten zählen unter anderen Paramesotriton deloustali, Zhangixalus dorsoviridis, Theloderma bicolor, Philautus maosonensis, Kurixalus banaensis, Gracixalus gracilipes und Sylvirana maosonensis.
Insgesamt vermerkte Rene Bourret 177 Eidechsentaxa (d. h. Arten und Unterarten), 245 Schlangentaxa, 45 Schildkrötentaxa und 171 Amphibientaxa für die indochinesische Region.

## Dedikationsnamen
Fernand Angel benannte 1935 die Skinkart Dibamus bourreti nach Bourret. 1963 ehrte Konrad Klemmer Bourret im Epitheton der Unterart Protobothrops jerdonii bourreti, einer giftigen Grubenotter, die in Vietnam vorkommt. 1983 benannte Alain Dubois die vietnamesische Froschart Leptobrachella bourreti zu Ehren von Bourret. 1994 beschrieben Fritz Jürgen Obst und Michael Reimann die Bourret-Scharnierschildkröte (Cuora bourreti). 2004 benannten Frank Tillack, Thomas Ziegler und Le Khac Quyet Bourets Katzennatter (Boiga bourreti) nach Bourret.